# Clitheroe
Pour les articles homonymes, voir Clitheroe (homonymie).
Clitheroe [ˈkliðˈro]est une ville dans Lancashire, Royaume-Uni. Elle se trouve sur le bord méridional de la Forêt de Bowland. Le bâtiment le plus notable dans la ville est le château. On prétend que Clitheroe est la ville la plus centrale en Grande-Bretagne, en vertu de sa proximité avec le village de Dunsop Bridge.

## Le Château
Le château de Clitheroe (53° 52′ 15″ N, 2° 23′ 36″ O) a la réputation d'être le plus petit château de style normand de toute l'Angleterre. Il se tient placé sur un affleurement de pierre à chaux et est l'un des bâtiments les plus anciens dans le Lancashire. C'est également le seul château restant dans le pays qui a eu une garnison royaliste pendant la guerre civile anglaise. Le trait le plus notable du château est le trou dans son côté qui a été réalisé, à la demande du gouvernement, en 1649.

## Religion
Il y a trois églises anglicanes et une grande église catholique. La sainte catholique Margaret Clitherow (° 1556 - † 1586), surnommée la « perle de York »), n'était pas de Clitheroe, mais vécut et fut martyrisée à York. Il y a également des églises méthodistes dans la ville et la citadelle de l'Armée du salut.

## Ville jumelée
Clitheroe est jumelée avec:
- Rivesaltes, France

| Clitheroe Rivesaltes |

## Galerie

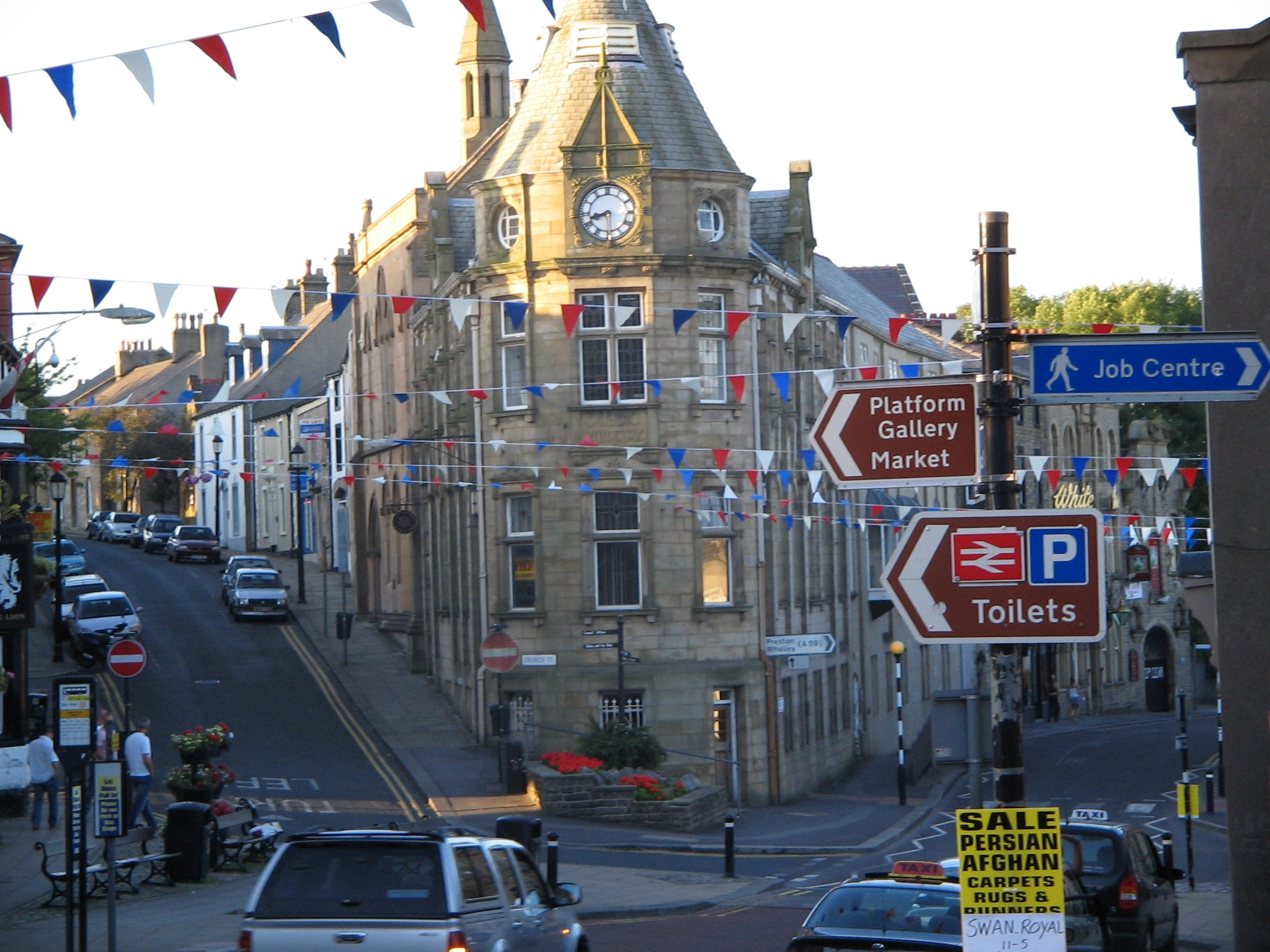
Bibliothèque de Clitheroe
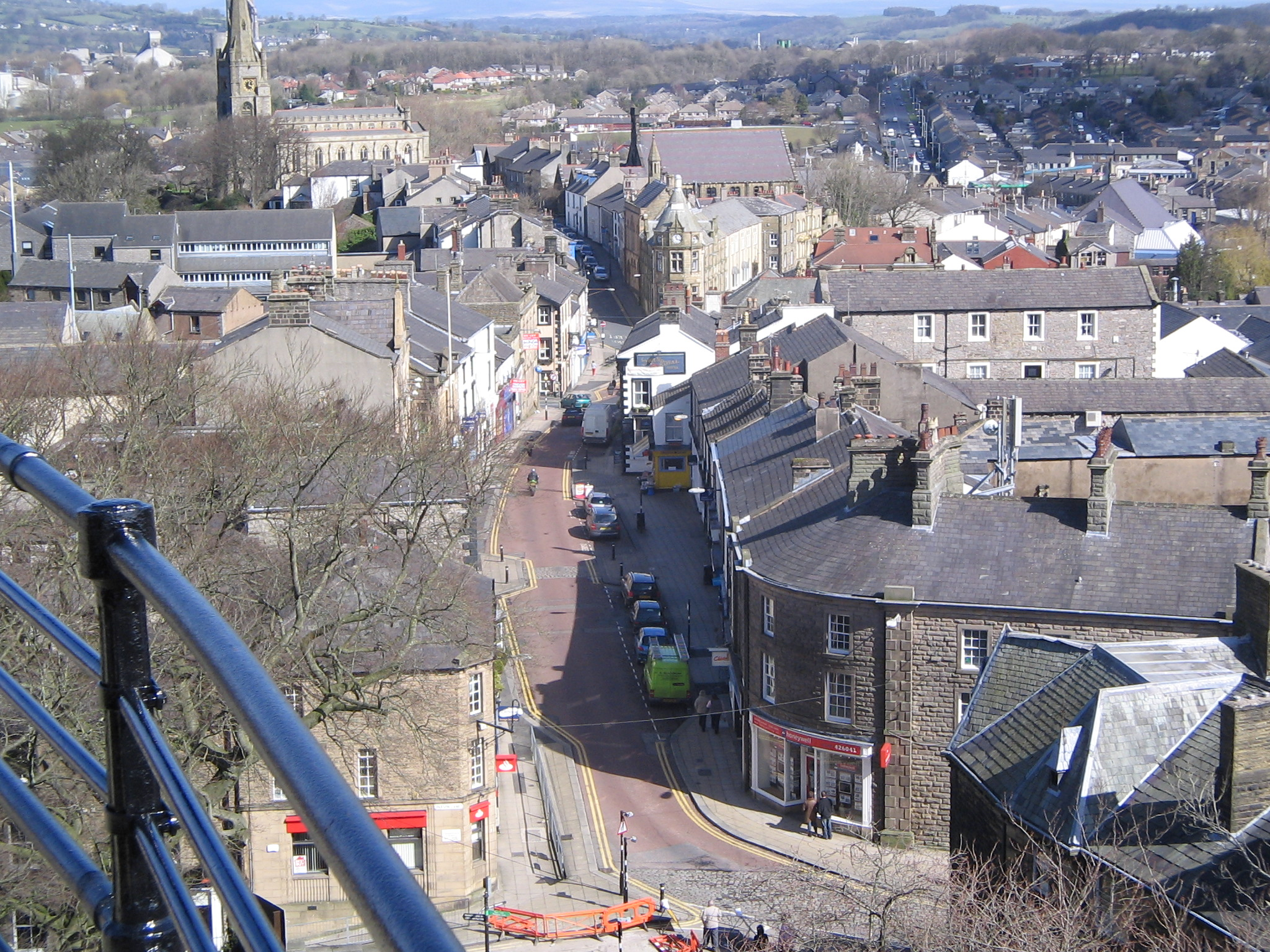
Rue principale dans Clitheroe
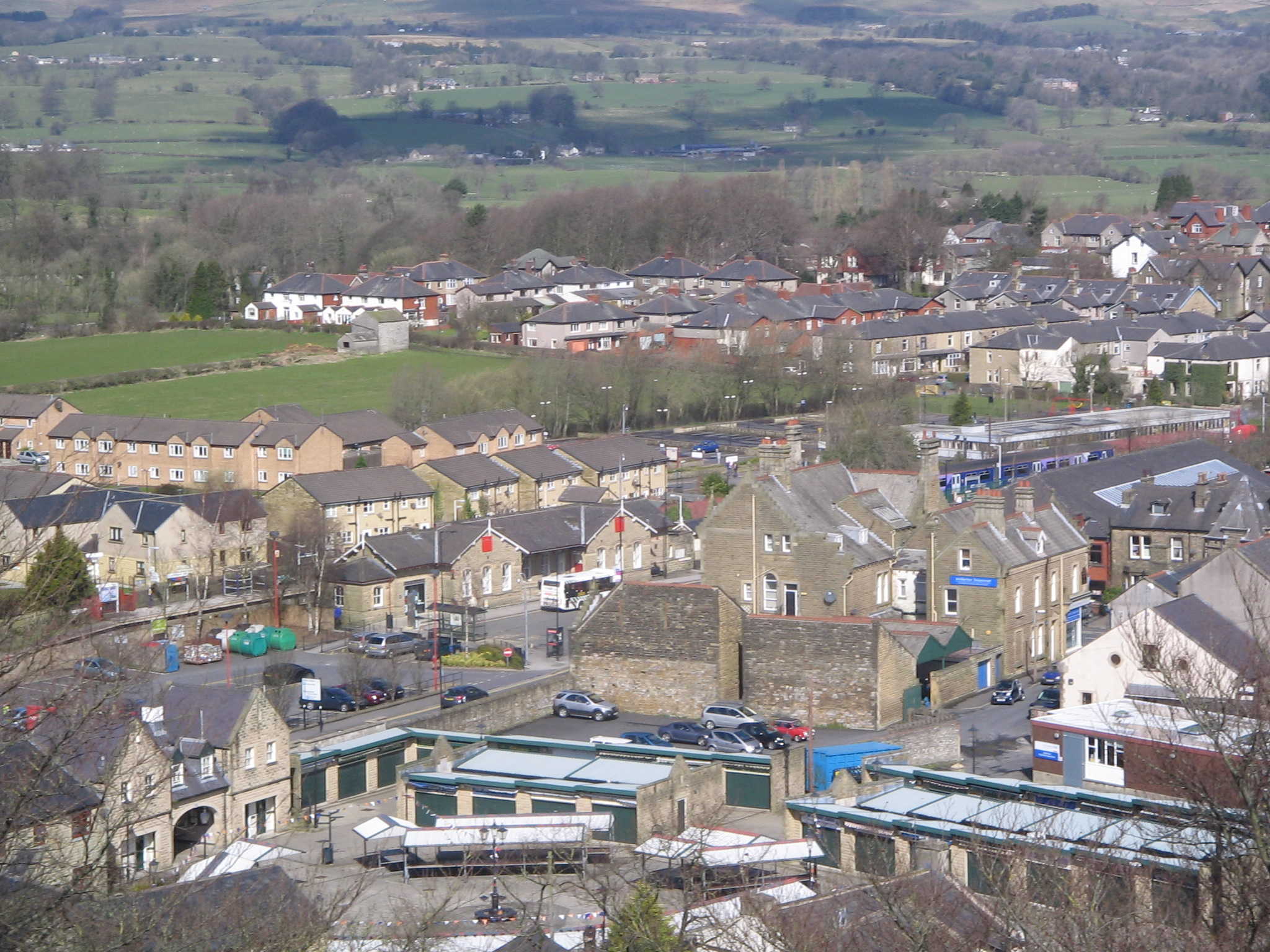
Marché de Clitheroe
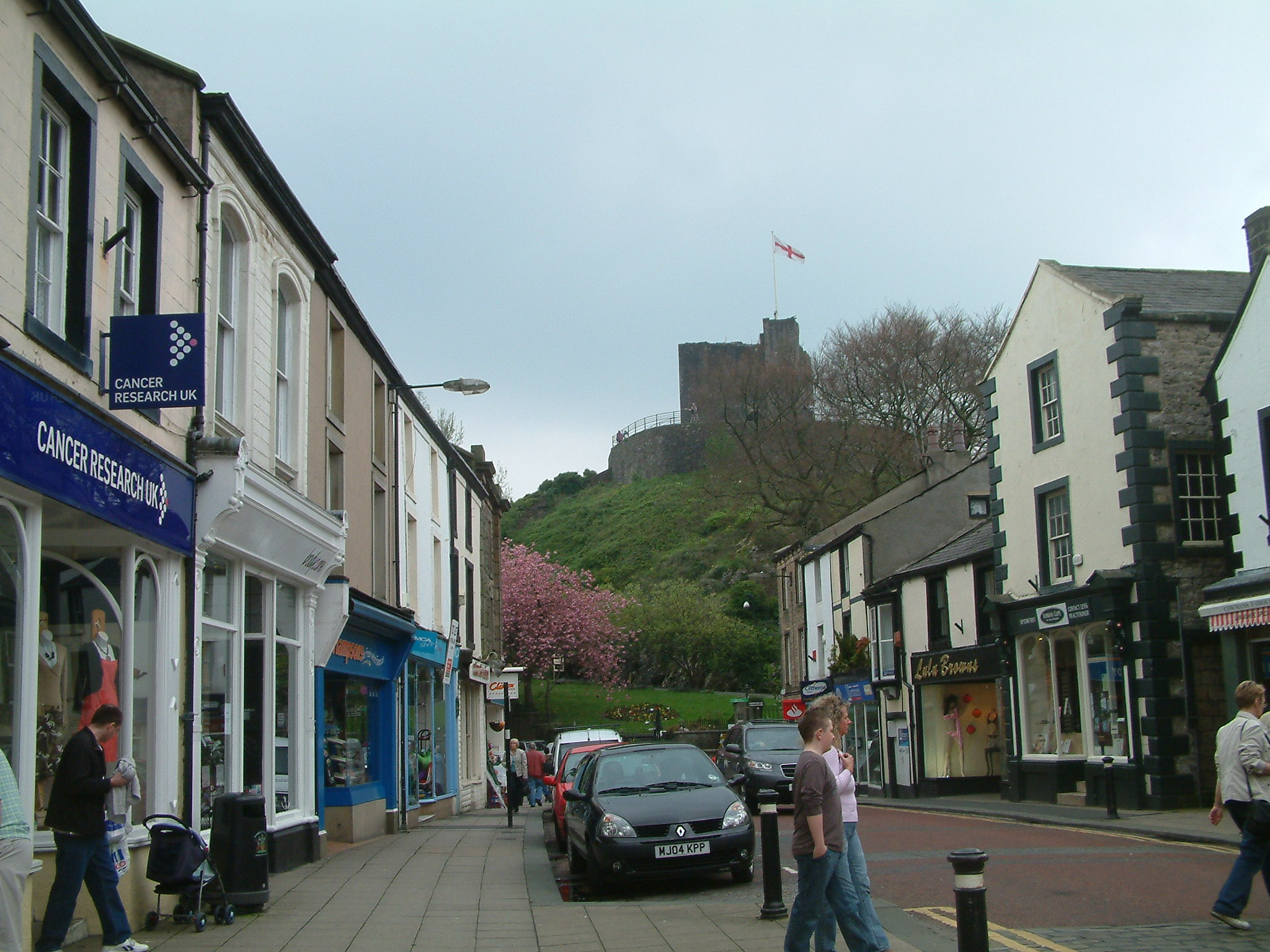
Château de Clitheroe
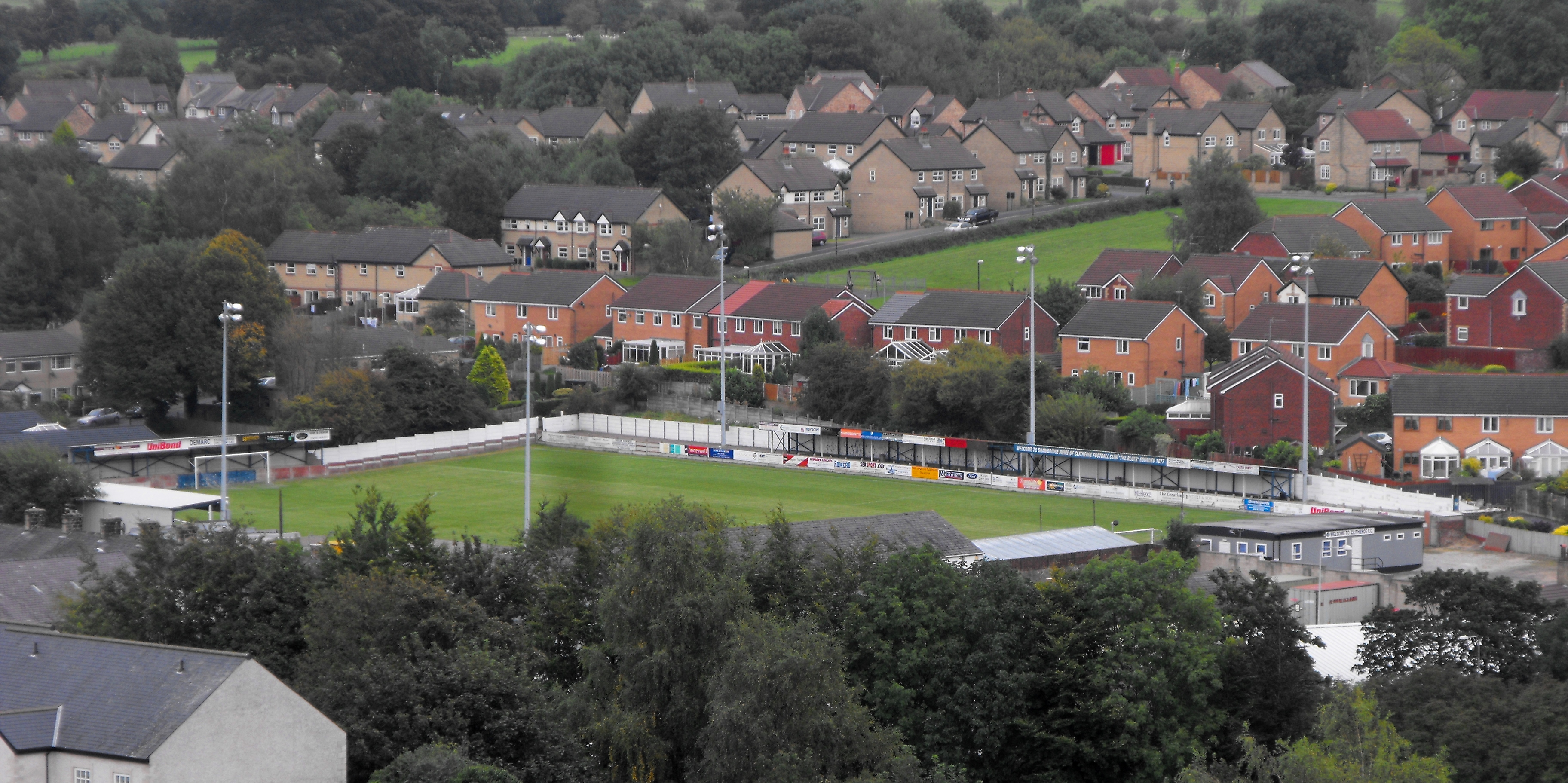
Club du Football de Clitheroe
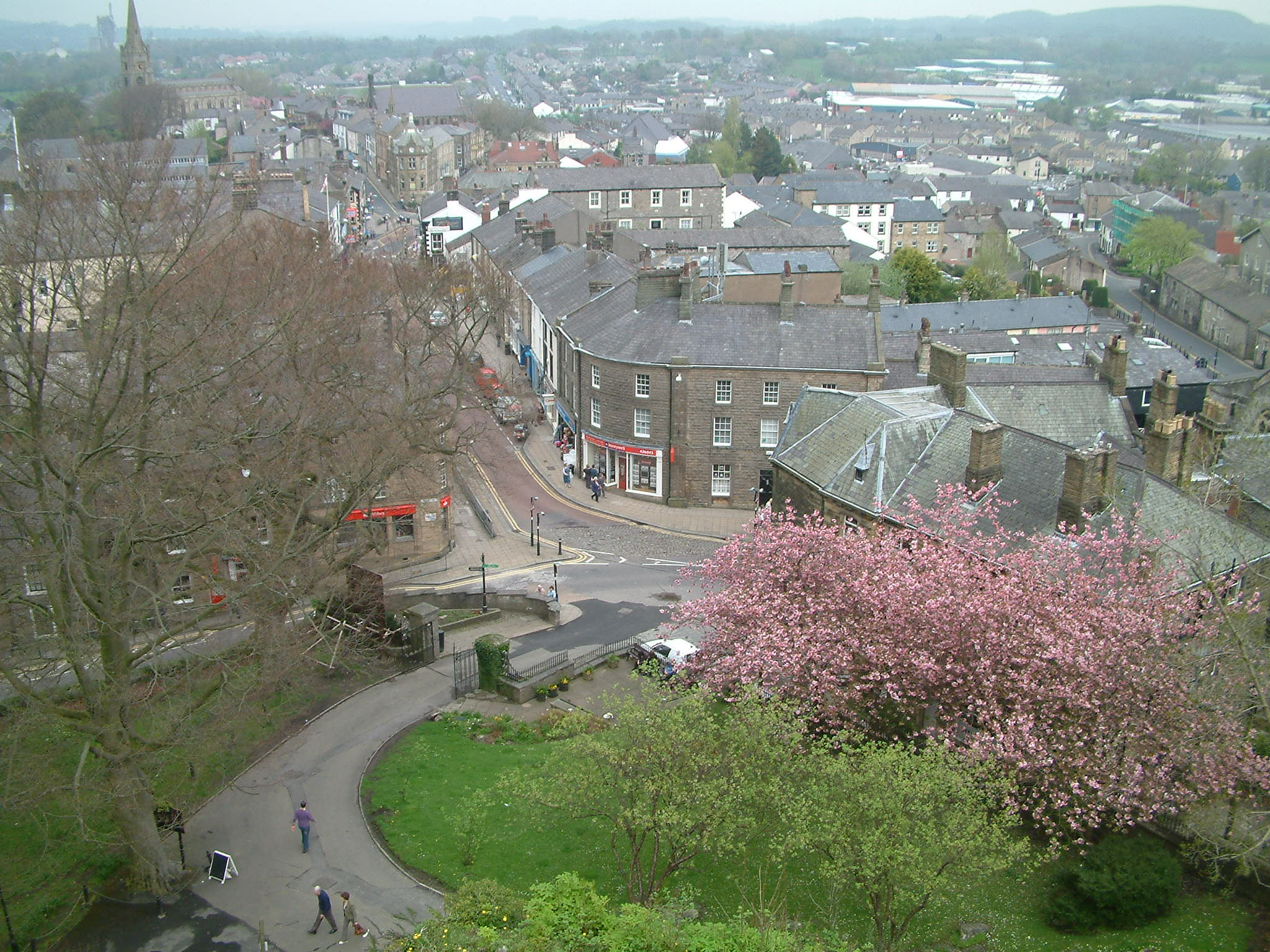
Parc de Clitheroe
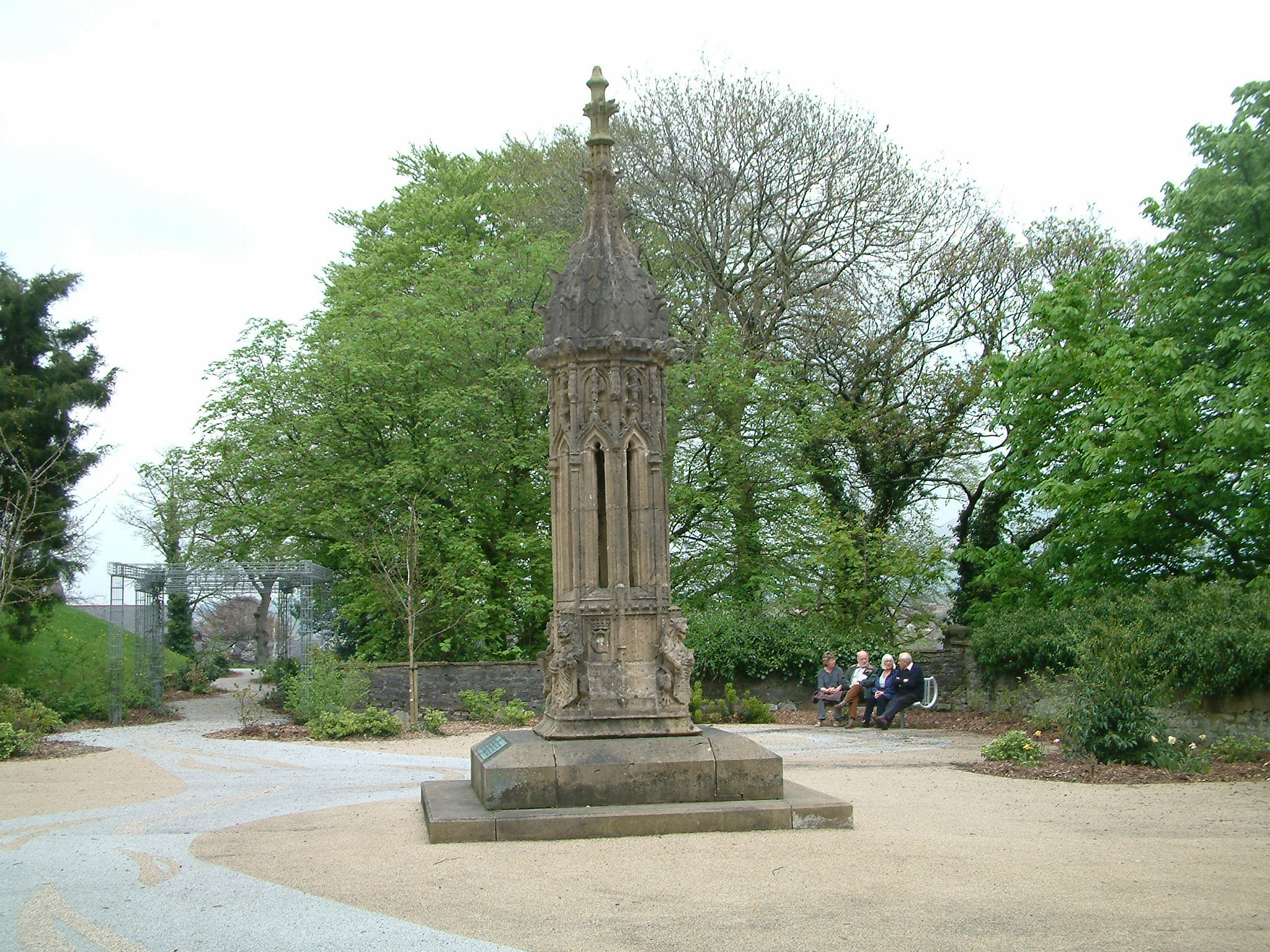
Jardin de Clitheroe Rose
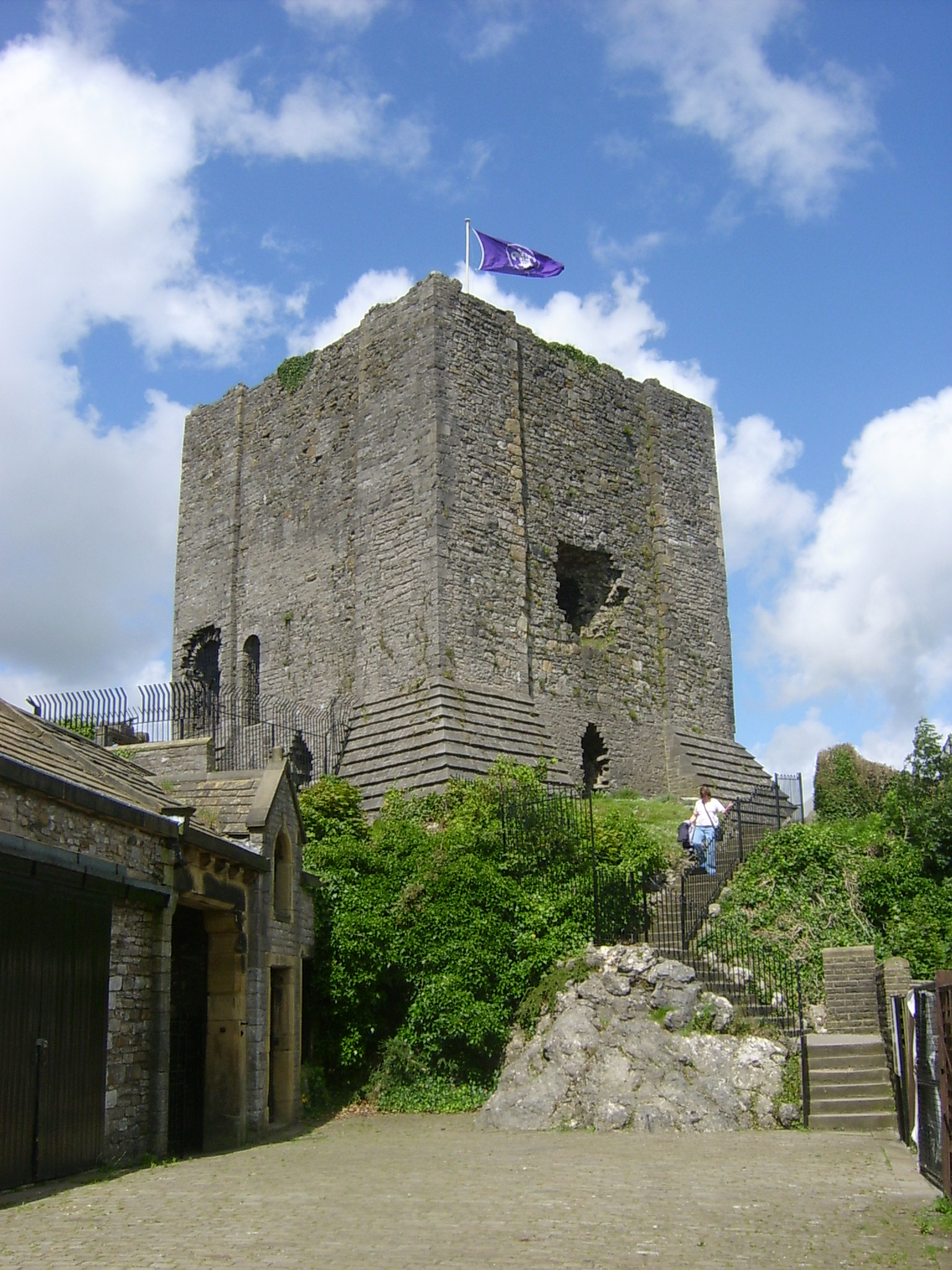
Château de Clitheroe